# Metaphycus graminis
Metaphycus graminis is een vliesvleugelig insect uit de familie Encyrtidae. De wetenschappelijke naam is voor het eerst geldig gepubliceerd in 1981 door Annecke & Mynhardt.